# آرمان علیزاده عبدولی
آرمان علیزاده عبدولی کشتی‌گیر (اهل اندیمشک) ۷۶ کیلوگرم فرنگی‌کار که در رقابت‌های کشتی نوجوانان جهان در اسلواکی مدال طلا را کسب نموده‌است.
آرمان علیزاده عبدولی کشتی‌گیر اندیمشکی است. او در سال‌های ۲۰۱۴، ۲۰۱۶و ۲۰۱۷ مدالهای طلا برنز و نقره جهان در رده جوانان را کسب کرده‌است و همچنین دو عنوان قهرمانی آسیا و مدال نقره ارتش‌های جهان و چندین عنوان از مسابقات بین الملی کسب کرده‌است.

## خداحافظی از کشتی و شروع به کارگری
رسانه‌های ورزشی ایرانی در موارد مختلف از سال ۱۳۹۷ بدینسو درباره مشکلات معیشتی عبدولی گزارش داده بودند. آخرین بار خبرآنلاین در سوم فروردین ۱۴۰۰ ویدیویی از کارگری وی در زمین‌های اندیمشک منتشر کرد.